# Jean-Louis-Désiré Schrœder
Pour les articles homonymes, voir Schrœder.
Jean-Louis-Désiré Schrœder, né à Paris le 24 décembre 1828 et mort à Paris 5e le 27 décembre 1897, est un sculpteur et graveur français.

## Biographie
Élève de François Rude et d'Antoine Laurent Dantan, expose au Salon à partir de 1848 où il remporte une médaille de deuxième classe en 1852. Il réalise de nombreuses commandes publiques à Paris et en province. Il reçoit une médaille de bronze à l'Exposition universelle de 1889.
Louis Schrœder, Albert Kaempfen, directeur des musées nationaux, et Maurice Bixio, sont présents à l'inhumation de Nelly Marandon de Montyel à l'église Saint-François-de-Sales le 14 juillet 1893.

## Œuvre

### Salons
- 1849 : Tristesse de l'Amour en vue d'une rose brisée, statue en plâtre ; Luther enseignant au peuple l'Evangile, statuette en plâtre ; Buste de Mlle S..., marbre.
- 1852 :
- 1859 : La Chute des Feuilles, statue, marbre.
- 1873 : l'Art étrusque ; Jay architecte.
- 1874 : Portrait de M. V. S….
- 1875 : Le Docteur L. L… ; Victor Baltard.
- 1876 : Mlle S… ; La Danse.
- 1877 : Le Docteur Andral.
- 1878 : La Musique[4].
- 1879 : L'Agriculture ; Fusilier-marin ; Soldat de ligne ; Pierre Viole.
- 1881 : Portrait du statuaire Rude ; Le Remords ; Adolphe Nourrit.

### Œuvres dans les collections publiques
- Lille :
  - Palais des Beaux-Arts de Lille : ''L'Art étrusque, 1872.
- Paris :
  - cimetière du Père-Lachaise : Monument aux morts de 1870, figures du Fusilier-marin et du Soldat de ligne.
  - église Saint-Étienne-du-Mont : deux anges soutenant un candélabre ; bas-relief du portail, 1861.
  - église Saint-Eustache : L'Ange de la compassion, 1860.
  - église Saint-Leu: L'Ange de la Meditation ; L'Ange de l'intercession.
  - faculté de médecine de Paris : Docteur Andral.
  - hôtel de ville : Pierre Viole (1532-1533), prévôt des marchands, 1879.
  - palais du Louvre, cour carrée : L'Agriculture.
  - Jardin des plantes : Science et Mystère (1890), commande de l'État pour le Muséum national d'histoire naturelle et plus concrètement pour sa toute nouvelle galerie de Zoologie (inaugurée en 1889 mais depuis 1994 rebaptisée grande galerie de l'Évolution) ; cette statue représente un sage de l'Antiquité qui, assis sur une chaise, s'interroge sur un œuf qu'il porte à la main gauche. Elle se trouve actuellement en extérieur, à proximité de la galerie de Botanique.

Œuvres de Jean Louis Désiré Schrœder
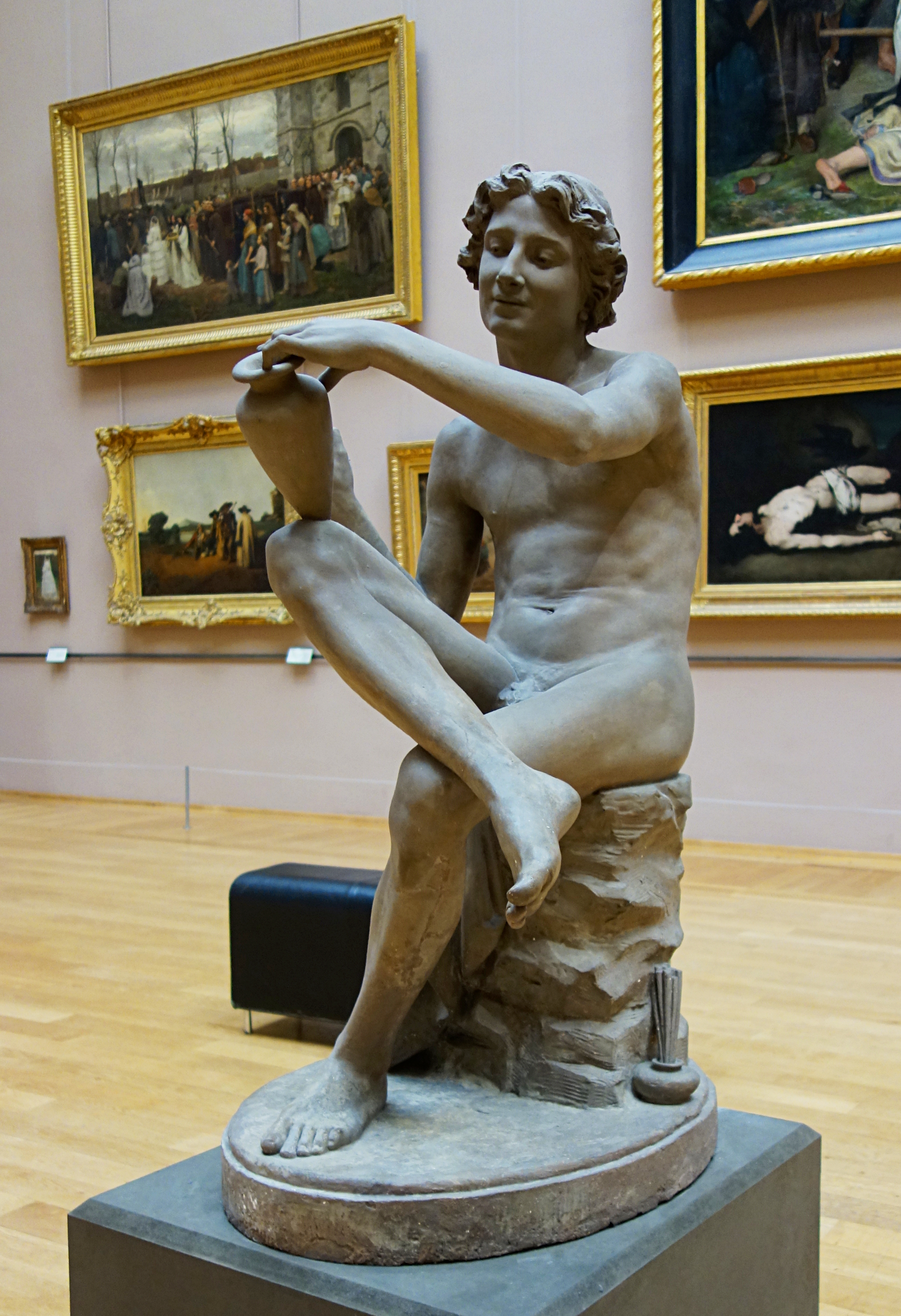
L'Art étrusque (1872), Palais des Beaux-Arts de Lille.
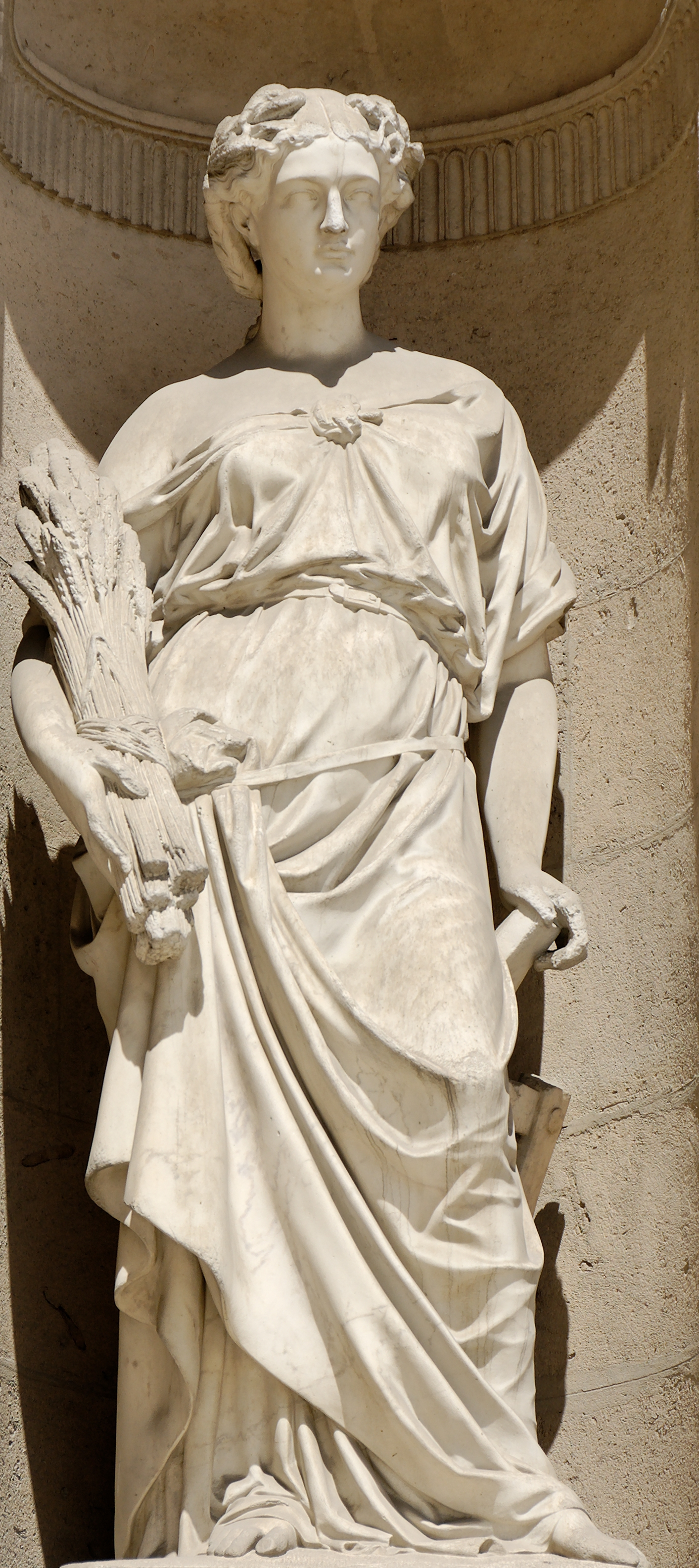
Agriculture (1879), Louvre.
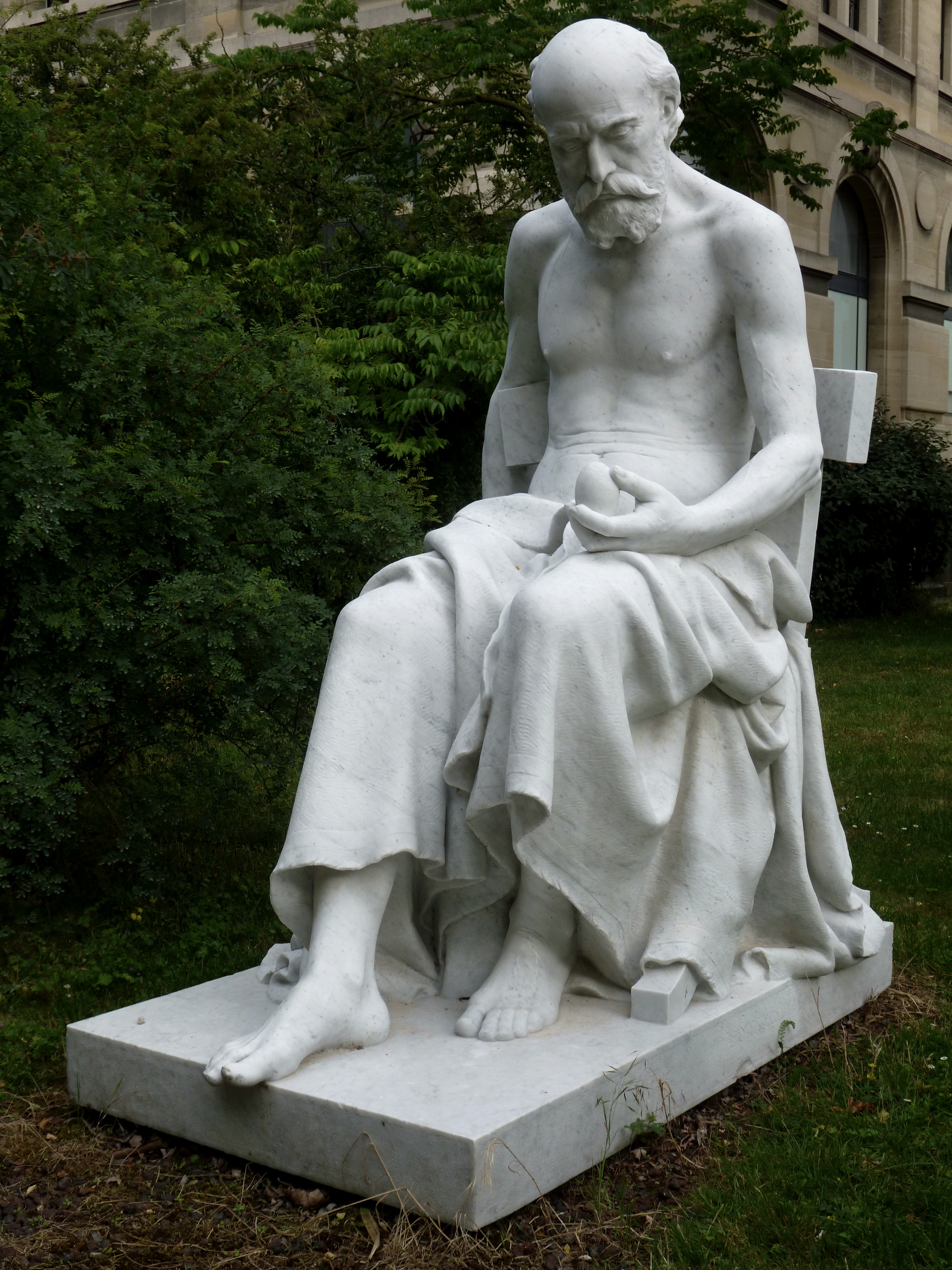
Science et Mystère (1890), Jardin des plantes.

## Récompenses
- 1852 : médaille de seconde classe au Salon.
- 1889 : médaille de bronze à l'Exposition universelle.

## Élèves
- Georgette Agutte (1867-1922), dès 1885.